# François Rochebloine
 (mai 2014).
François Rochebloine, né le 31 octobre 1945 à Saint-Chamond (Loire), est un homme politique français, ancien député de la Loire.

## Biographie
Ancien directeur commercial d'une PME saint-chamonaise, il s'engage dans la vie locale à Saint-Chamond à l'occasion des élections municipales de 1977, en étant candidat sur la liste de M. Gidrol, premier adjoint d'Antoine Pinay qui ne se représentait pas. Cette liste est battue et il lui faudra attendre les élections municipales de 1983 pour siéger au conseil municipal de Saint-Chamond, dans l'opposition, avec ses collègues de la liste d'union UDF-RPR. Membre du CDS, il devient député de la Loire (3e circonscription) le 12 juin 1988, au second tour des élections législatives, en battant le député-maire de Saint-Chamond, Jacques Badet. Il sera constamment réélu jusqu'en 2012. Il a toujours siégé dans des groupes parlementaires du centre droit à l'Assemblée nationale : groupe UDC, UDF, Nouveau Centre et UDI. Il a représenté l'Assemblée nationale durant 15 ans à l'Assemblée parlementaire du Conseil de l'Europe (du 20 juillet 2002 au 18 juin 2017),.
Il devient premier adjoint au maire de Saint-Chamond en mars 1989 et cumule les mandats en faisant son entrée au Conseil général de la Loire en mai 1989. Il est élu Vice-Président du Conseil général de la Loire en 1994, chargé de la jeunesse et des sports.
Il se définit lui-même comme centriste. Proche de l'ancien ministre Jacques Barrot, il a d'ailleurs activement milité au CDS, puis à Force démocrate et à la Nouvelle UDF. À ce titre a assumé différentes responsabilités départementales et nationales au sein de ces formations politiques. Soutenant au second tour de l'élection présidentielle de 2007 Nicolas Sarkozy, il rompt avec François Bayrou et participe à la création du Nouveau Centre avec Hervé Morin, François Sauvadet et Jean-Christophe Lagarde. En novembre 2012, il soutient la démarche de Jean-Louis Borloo et devient membre fondateur de l'Union des démocrates et indépendants (UDI). Il préside ensuite la fédération départementale de l'UDI de la Loire, de sa constitution en juin 2013 au 18 juin 2016.

## Prises de positions

### Proximité avec l'Arménie
En juin 2016, il est à l'origine de la demande du groupe parlementaire UDI de créer une commission d'enquête à l'Assemblée nationale «chargée d'évaluer les relations politiques, économiques et diplomatiques entre la France et l'Azerbaïdjan». Il souhaite en particulier qu'une telle commission se penche sur le jeu d'influence de l'Azerbaïdjan en France et notamment le soutien apporté par France à la fondation Heydar Aliev, dirigée par l'épouse du chef de l’État azerbaïdjanais, Ilham Aliyev.

### Sur les sujets de société
S'agissant des réformes visant à modifier le droit de la famille, il adopte des positions parfois jugées conservatrices : il exprime de vives réserves à l'égard de la création du statut des beaux-parents proposée par Nadine Morano, rejoignant ainsi la position de Christine Boutin sur le sujet. Il s'est opposé au mariage pour tous (ouvrant le droit au mariage homosexuel), à l'adoption d'enfants par des couples homosexuels et à la gestation pour autrui (GPA).
Le 14 avril 2012, il annonce officiellement sa candidature pour briguer un sixième mandat de député de la Loire. Au premier tour, il obtient 24,71 % des voix, arrivant derrière le candidat socialiste (31,98 %). Il devance la candidate du Front national et évite de peu une triangulaire. Au second tour, le 17 juin 2012, il est réélu député de la troisième circonscription de la Loire, avec 52,36 % des voix face à Philippe Kizirian, maire socialiste de Saint-Chamond,. François Rochebloine arrive même en tête à Saint-Chamond.
Il soutient François Fillon pour le second tour de la primaire présidentielle des Républicains de 2016 après avoir soutenu au premier tour Nicolas Sarkozy.

### Polémique à la suite de l'élection législative de juin 2017
Le 18 juin 2017, il est battu aux législatives par la candidate La République en marche, Valéria Faure-Muntian.
Il commente sa défaite : « Le problème, c’est sa compétence. J’ai eu l’occasion de débattre à quatre reprises avec elle. Ce n’est pas la compétence qui a gagné – désolé de le dire comme ça – même si elle a l’air très agréable. J’étais disponible 24 heures sur 24, 7 jours sur 7 et 365 jours par an au détriment de ma vie familiale. Je ne pense pas qu’elle aura le temps de faire sa lessive et d’emmener ses enfants à l’école, comme elle m’a dit qu’elle était une personne normale, moi aussi je l’étais et j’avais une chance d’avoir une épouse qui m’a bien accompagné ».

## Mandats électifs
- 14 mars 1983 - 19 mars 1989 : membre du conseil municipal de Saint-Chamond (Loire)
- 13 juin 1988 - 1er avril 1993 : député de la Loire, 3e circonscription
- 20 mars 1989 - 18 juin 1995 : premier adjoint au maire de Saint-Chamond
- 4 juin 1989 - 29 mars 1992 : membre du Conseil général de la Loire
- 30 mars 1992 - 22 mars 1998 : membre du Conseil général de la Loire
- 2 avril 1993 - 21 avril 1997 : député, réélu
- 28 mars 1994 - 22 mars 1998 : vice-président du Conseil général de la Loire
- 19 juin 1995 - 18 mars 2001 : premier adjoint au maire de Saint-Chamond
- 1er juin 1997 - 18 juin 2002 : député réélu
- 22 mars 1998 - 15 mars 2004 : vice-président du Conseil général de la Loire
- 19 juin 2002 - 19 juin 2007 : député réélu
- 15 mars 2004 - 20 mars 2011 : vice-président du Conseil général de la Loire
- 19 juin 2007 - 1 juin 2012 : député réélu

Il est battu lors des législatives de 2017 face à Valéria Faure-Muntian (LREM), qui obtient 52,64 % des voix. Cinq ans après, dans le cadre des élections législatives de juin 2022, il accepte d'être le suppléant du candidat Emmanuel MANDON (MoDem) dans la 3e circonscription de la Loire, élu au second tour avec plus de 58% des suffrages exprimés. Le binôme est réélu en 2024 avec 55,46% des voix au second tour.